# Sàbat Hill
Der Sàbat Hill  (englisch; bulgarisch хълм Сабат chalm Sabat) ist ein 151 m hoher und unvereister Hügel auf der Livingston-Insel im Archipel der Südlichen Shetlandinseln. Er ragt 1,36 km nördlich des Battenberg Hill und 560 m südöstlich des Voyteh Point in den Dospey Heights der Ray Promontory auf der Byers-Halbinsel auf. Die Richards Cove liegt westnordwestlich und die Barclay Bay östlich von ihm.
Spanische Wissenschaftler kartierten ihn 1992, bulgarische im Jahr 2010. Die bulgarische Kommission für Antarktische Geographische Namen benannte ihn 2010 nach dem spanischen Geologen Francesc Sàbat von der Universität Barcelona, dem am 30. Dezember 1991 gemeinsam mit Jorge Enrique die Erstbesteigung des Mount Friesland gelungen war.